# 위생공학
위생공학(衛生工學, Sanitary Engineering)이란 인류사회의 위생증진에 적용하기 위한 공학기술로, 주로 인간 사회에서 나오는 폐기물들의 안전한 제거와 폐기, 안전한 식수공급 등을 목적으로 한다.
전통적으로 토목공학의 일종으로 분류되었고, 19세기 중반 당시에는 위생공학의 중점은 각종 질병 감소에 있었다. 이는 당시 세간에 정설처럼 받아들여지고 있던 미아즈마 학설(나쁜 냄새를 포함한 나쁜 공기나 수증기가 질병을 일으킨다는 학설) 때문인데, 토목공학 기술을 이용하여 폐기물들의 냄새를 처리하기 위한 것이 중점이 되었다고 할 수 있다. 이러한 위생공학은 영국, 특히 런던의 하수처리 시스템에 적용되어 많은 초기 성과가 있었다.

## 범위
공중보건에 직접적 영향이 없는 환경적 요인은 고려하지 않는다. 예를 들면 교통 관리나 소음 공해, 광공해 등은 위생공학의 범위 밖이며, 도시 경관이나 환경보호, 심미적 요인 등도 위생공학에서는 고려하지 않는다.
위생공학 분야에서는 인류의 질병예방이 주 목적이며, 이를 위하여 안전한 식수 공급, 하수처리, 쓰레기 처리 등을 위한 기술이 연구대상이다.
전자공학이나 기계공학의 경우 전형적인 닫힌계 공학이지만, 위생공학은 학제간 연구가 매우 활발한 분야로, 수리학, 건축학, 정보기술, 미생물학, 병리학은 물론 환경과학과 환경기술의 다양한 분야와 밀접한 관련이 있다. 위생에 관련되므로 자연스럽게 도시 계획과 사회과학과도 관련이 있을 수 밖에 없다.
그중에서도 가장 많은 연관성이 있는 곳은 하수처리장, 오수정화시설, 재활용시설, 쓰레기 매립지를 들 수 있다. 수질 오염과 토양 오염이 덜 이루어지게 하고 이로 인한 영향을 최소화하기 위한 분야에 관여한다.